# 加朗特勒维尔
加朗特勒维尔（法語：Garentreville，法語發音：[ɡaʁɑ̃tʁəvil] ⓘ）是法国塞纳-马恩省的一个市镇，属于枫丹白露区。

## 地理
加朗特勒维尔（48°14'11"N, 2°32'59"E）面积6.35 平方千米，位于法国法蘭西島大區塞纳-马恩省，该省份为法国北部内陆省份，北起瓦兹省，西接埃松省、马恩河谷省、塞纳-圣但尼省和瓦兹河谷省，南至卢瓦雷省，东南接约讷省，东临马恩省和奥布省，东北接埃纳省。
与加朗特勒维尔接壤的市镇（或旧市镇、城区）包括：奥布松维尔、欧费维尔、比尔西、舍夫兰维利耶、盖尔舍维尔。

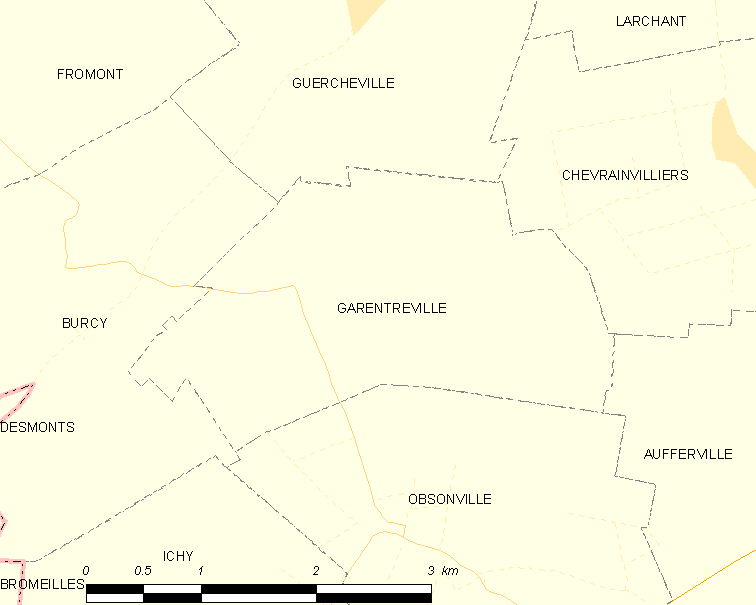
加朗特勒维尔的OSM定位图

加朗特勒维尔的时区为UTC+01:00、UTC+02:00（夏令时）。

## 行政
加朗特勒维尔的邮政编码为77890，INSEE市镇编码为77200。

## 政治
加朗特勒维尔所属的省级选区为讷穆尔县。

## 人口

1962-2008年间加朗特勒维尔人口变化图示

加朗特勒维尔于2022年1月1日时的人口数量为123人。